# Déry Júlia
Déry Júlia, született Deutsch (Baja, 1861. július 10. – 1899. március 31.) írónő.

## Élete
Deutsch Móric lánya. Családja 1872 táján vándorolt ki Magyarországról és Bécsben telepedett le. Első irodalmi kísérleteit magyar nyelven írta. Kezdetben színészkedett, de 1889-ben már az irodalommal foglalkozott. 1890-ben Párizsba került, ugyanebben az évben megalapította a müncheni Intime Theatert, a berlini Freie Bühne pedig nagy sikerrel vitte színre D' Schand című színművét. Ernst von Coburg-Gotha herceg udvari színházában Es fiel ein Reif című darabja került előadásra. Belekeveredett a Dreyfus-perbe, majd 1899. március 31-én amiatt való elkeseredésében, hogy egy norvég építész felbontotta vele való eljegyzését, leugrott emeleti lakásának ablakából és összezúzta magát. Novellái egy túláradó szenvedélyes temperamentum alkotásai. Ismertebb művei: Hoch Oben, Das Amulet, Die Selige Insel. Petőfi Sándor több versét lefordította németre.